# Чёрная Речка (платформа)
Чёрная Ре́чка — платформа Ириновского направления Октябрьской железной дороги на 29-м километре линии Мельничный Ручей — Невская Дубровка. Расположена на перегоне Петрокрепость — Невская Дубровка, между платформами Сады и Теплобетонная, во Всеволожском районе Ленинградской области. В 300 метрах по автодороге А120 расположен одноимённый посёлок. Электрифицирована в 1969 году.

## История
ЧЁРНАЯ РЕЧКА — ж.-д. станция в Чёрнореченском сельсовете, 8 хозяйств, 25 душ.
 
Из них: все русские.(1926 год)

Решением облисполкома № 189 от 16 мая 1988 года, расположенный юго-западнее платформы Чёрная Речка участок рубежа обороны Ленинграда (4 дота), а также братское кладбище советских воинов, погибших в борьбе с фашистами, расположенное в 2 км северо-восточнее платформы, признаны памятниками истории.

## Описание
В настоящий момент платформу (первоначально рассчитанную на 10-вагонную электричку) частично разобрали, и ныне она способна вместить только два (и ещё одну дверь третьего) вагона. Рядом лежат останки перекрытий и ограждений платформы. А сама платформа стала не только короче, но и в полтора раза у́же. Никаких ограждений и указателей с названием по состоянию на 2010 год на платформе не было. Ныне есть и ограждение, и табличка с названием. Платформа заасфальтирована (июнь 2012).
К югу от платформы находится переезд, по которому проходит автодорога А120, и мост через Чёрную речку.
В 2000-х годах мост был заменён. Чтобы не прерывать движение, новый мост был построен сбоку от старого (в стороне от оси пути), поэтому теперь после переезда путь уходит на несколько метров влево. Прямо продолжаются остатки старой насыпи и бывшие опоры контактной сети.

## Фотогалерея

Фотографии сделаны в 2010 году
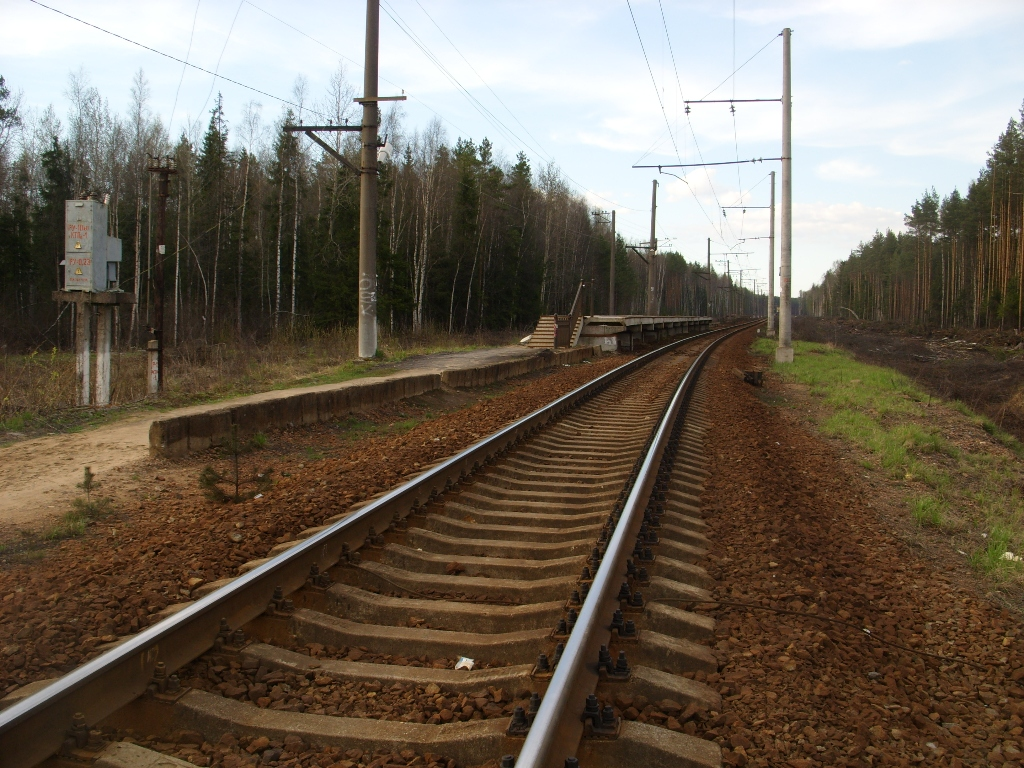
Вид в сторону Санкт-Петербурга
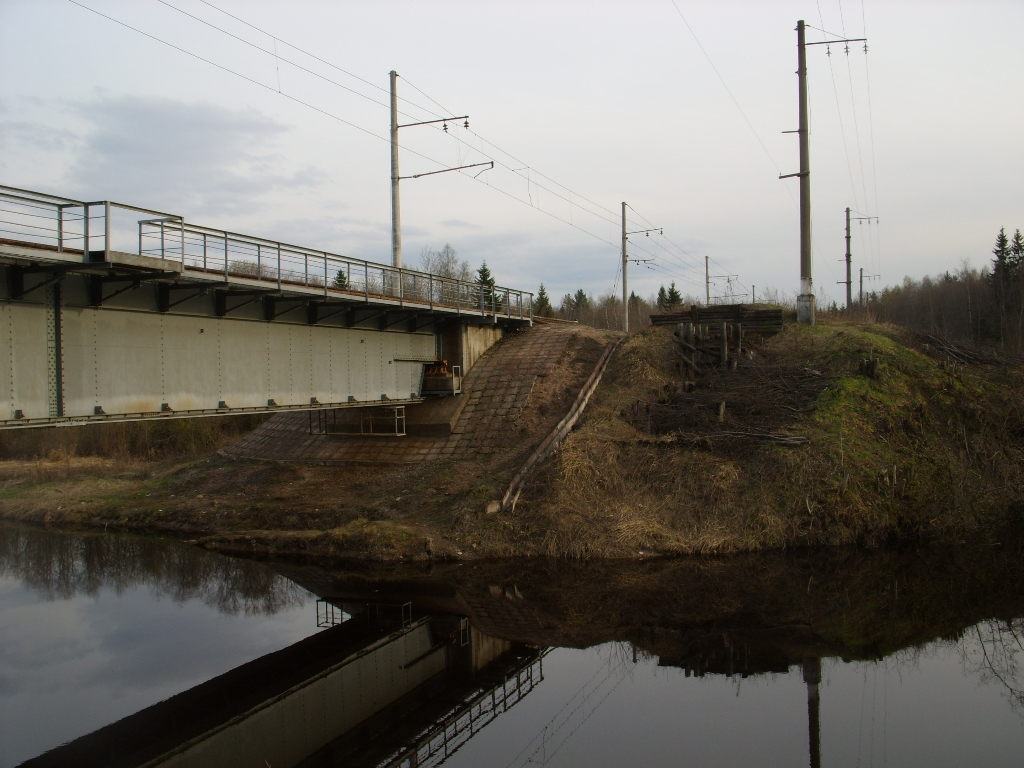
Опоры моста через Чёрную речку на её южном берегу
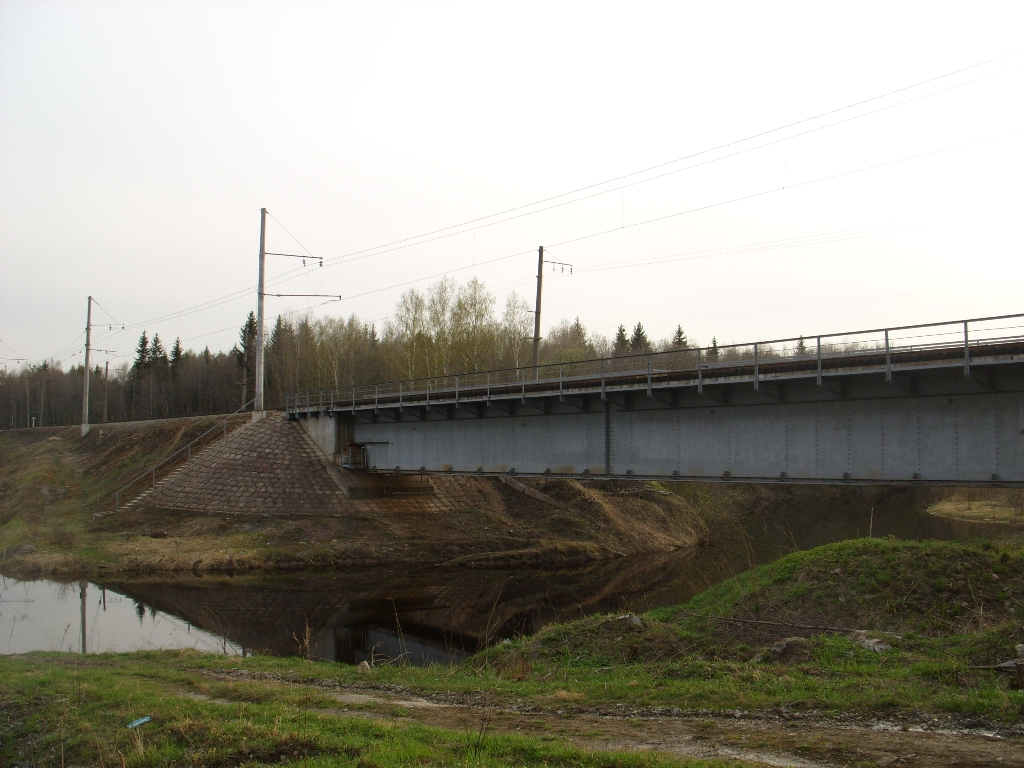
Мост через Чёрную речку, вид с северного берега
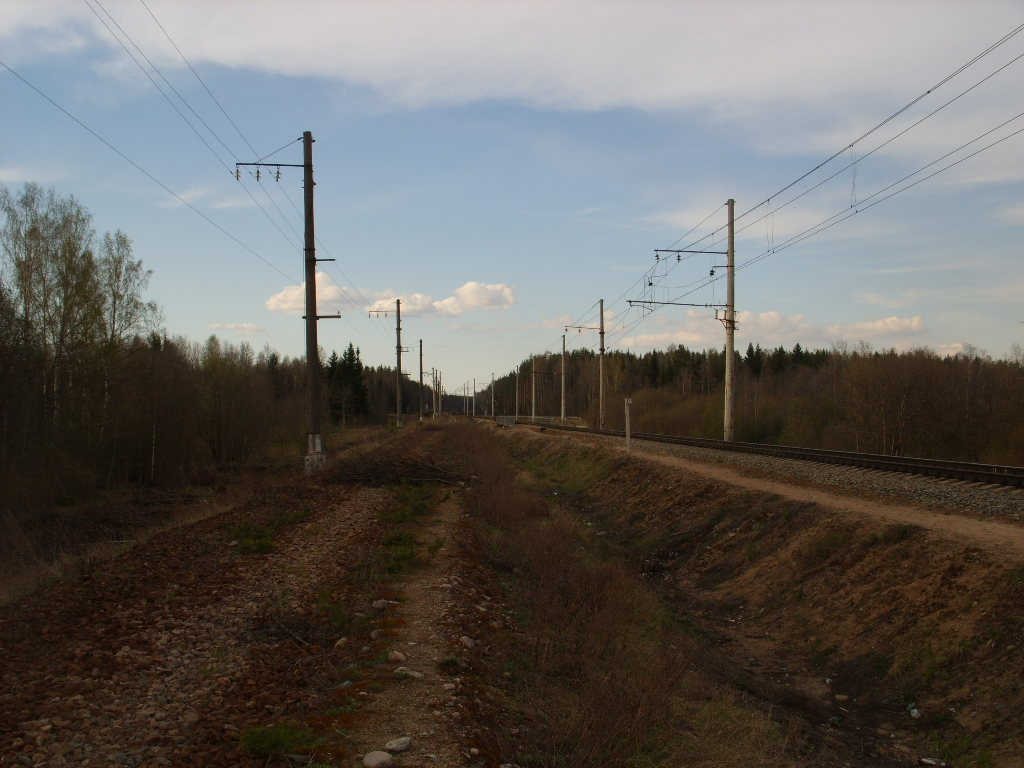
Остатки насыпи перед мостом через Чёрную речку, вид в северном направлении